# Донський рибний заповідник
Донський рибний заповідник (рос. Донской рыбный заповедник; офіційна назва — Донський постійний заборонений рибний простір (рос. Донское постоянное запретное рыбное пространство)) — природоохоронний об'єкт, розташований в дельті Дону.

## Історія
Донський рибний заповідник заснували 20 лютого 1819 року указом царського сенату. Потреба у його закладенні в той час була продиктована становими інтересами козаків, з метою забезпечення можливості цінних промислових видів риби пройти для відкладення ікри до станиці Єлизаветинської і інших козацьких населених пунктів вгору по річці. Це йшло врозріз з інтересами іногородніх рибалок, що проживали в нижніх частинах дельти. Крім того указ встановлював і ряд заходів з охорони іхтіофауни. Організація постійного забороненого простору сприяла виконанню і такого важливого завдання, як відтворення популяції риби Азовського моря. Створювалися умови для концентрації виробників цінних видів риб у дельті Дону та їх захист.
Значну роль заповідника в рибному господарстві пізніше підтвердили дослідники Російської імперії, так і радянські вчені, завдяки чому заповідник так довго проіснував. Зокрема зросла його роль після спорудження на Дону Цимлянської ГЕС.

## Географія
Розташований заповідник у нижній половині дельти і на прилеглій до неї акваторії Таганрозької затоки. По морю межа проходить від східного рубежу села Приморка на північну частину Павло-Очаківської коси. По суші межа простягається від села Приморка по північному березі Таганрозької затоки, правому берегу річки Мертвий Донець до залізничної станції Хапри, далі прямо до єрика Бубнова (поруч з хутором Дугино), потім по лівому узбережжю єрика Бубнова до відгалуження єрика Кабачного, далі по правому узбережжю єрика Кабачного до гирла річки Велика Кутерьма. Звідти межа проходить прямо на ліве узбережжя Великої Кутерьми до позначки, розташованої в 400 метрах від притонка тоні «Козачка», і з лівого боку Великої Кутерьми до відгалуження від неї річки Каланчі, далі прямо на південно-західну межу хутора Донського, потім до правої частини гирла Піщаного, далі на південь — на ліву сторону гирла Піщаного, потім до правого боку гирла річки Сухий Кагальник, річок Сухий і Мокрий Кагальник до Пешковської греблі, звідки по південного узбережжя Таганрозької затоки до північної частини Павло-Очаківської коси.
У 70-ті роки заповідник займав приблизно 68 тис. га, з них морська половина становила трохи менше 40 тисяч гектарів, а загальна довжина гирл і єриків сягала більше 400 км.
Рубежі заповідника кілька разів змінювалися, в основному за рахунок збільшення території. У радянський час кордони були закріплені правилами риболовства в басейні Азовського моря, підписаними в 1976 році. В забороненому просторі заборонено будь-яку рибальська діяльність.

## Фауна
В Донському заповіднику протягом осені та зими накопичуються великі популяції судака, ляща та інших промислових риб, навесні вони з встановленням потрібних умов переходять для метання ікри на донські нерестовища. Берегова зона заповідника, його єрики і гирла є місцем розмноження ляща, судака і сазана. Крім цього, в заповіднику живиться молодь, зокрема на початковому етапі свого життєвого циклу після оката з донських нерестовищ.
Крім іхтіофауни у заповіднику гніздиться ряд цінних і рідкісних видів водоплавних та болотяної птиці: качок, лисух, сірих гусей, лебедів, коровайок, косарів та інших видів. Також на території заповідника водилися кабани, і лосі.

## Правовий статус
Згідно з Федеральним законом № 33-ФЗ від 14.03.95, Донський заборонений рибний простір (ДЗРП) не входить до числа особливо охоронюваних природних територій за статусом. Статус рибного заповідника підтверджено підзаконними актами профільних виконавчих органів (наказ Департаменту по рибальству Мінсільгосппроду РФ від 01.07.96).
Згідно з «Правилами рибальства в басейні Азовського моря», затвердженими наказом Комітету РФ по рибальству № 139 від 01.07.94 і наказом Міністерства Рибного господарства України № 177 від 19.10.95, в Донському забороненому рибному просторі цілий рік заборонено промисел.